# Alexis-Claude Clairaut

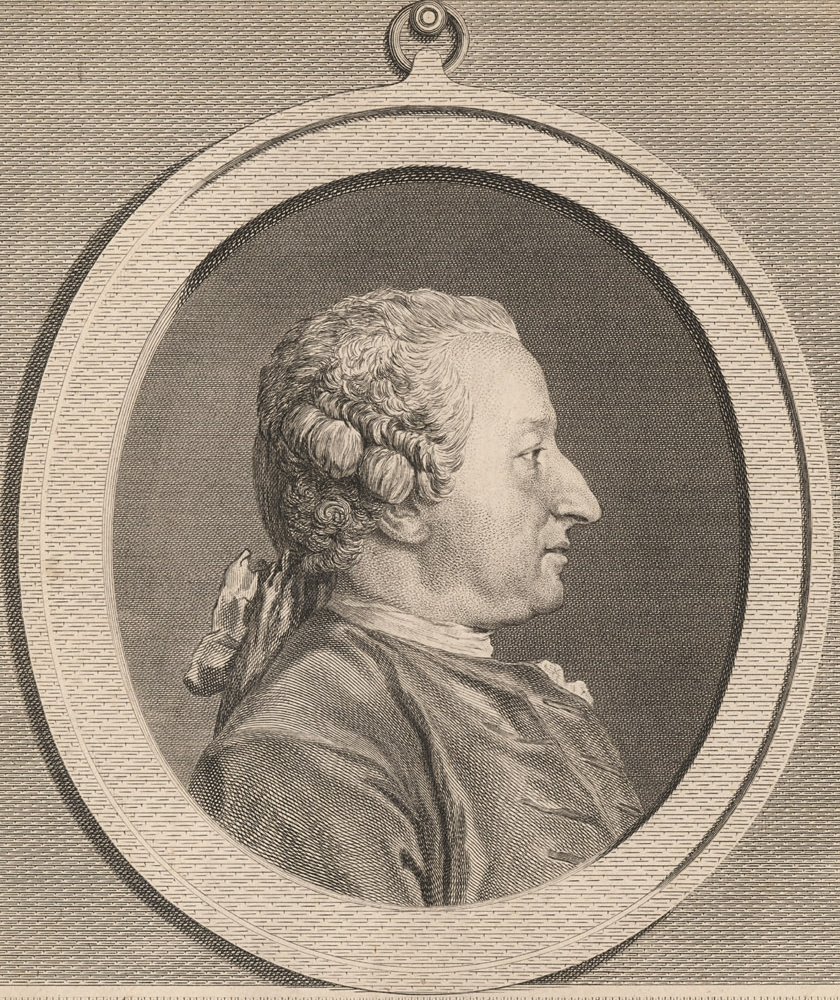
Alexis-Claude Clairaut

Alexis Claude de Clairaut (sau Clairault) (n. 3 mai 1713 - d. 17 mai 1765) a fost un matematician, astronom și geofizician francez.
Activitatea sa științifică se concretizează în lucrări de analiză matematică, geometrie și mecanică cerească, dar a studiat toate ramurile matematicii.
S-a ocupat cu un interes deosebit de geometria transcendentă.
Astfel, în 1733 a creat trigonometria sferoidală, iar în 1736 a descoperit ecuația diferențială care îi poartă numele.
În 1739 a descoperit metoda factorului integrant, aplicat la rezolvarea ecuațiilor diferențiale de ordinul întâi.
Clairaut s-a mai ocupat de problema izoperimetrelor, din care au apărut mai târziu calculul variațiilor.
A dedus ecuațiile elipsoidului de rotație și ale hiperboloidului de rotație cu o pânză.
A stabilit ecuațiile curbelor de intersecție a două suprafețe arbitrare și a analizat și problema ecuației unei suprafețe cu ajutorul determinării secțiunilor ei.
Clairaut este primul matematician care, pentru reprezentarea aproximativă a fenomenelor periodice a utilizat interpolarea trigonometrică.
A introdus în matematică noțiunea de integrală curbilinie și este considerat, alături de Euler, unul dintre fondatorii calculului cu derivate parțiale.
S-a ocupat de curbele de dublă curbură, făcând prima expunere metodică a coordonatelor spațiale.
În perioada 1736 - 1744 a participat la expediția organizată de către Academia de Științe în Laponia pentru măsurarea arcului de meridian din regiunea polară, precum și la expediția în regiunea ecuatorială (Peru), alături de Maupertuis.
De asemenea, Clairaut a acordat o deosebită atenție astronomiei și geodeziei.
Astfel în 1747 a abordat, în concurență cu d'Alembert, problema celor trei corpuri.
Începând cu anul 1751, a abordat o nouă teorie a mișcării Lunii și a mișcării cometelor, pentru care a obținut premiul Academiei de Științe din Petersburg, demonstrând că neregularitățile lunare intră în concordanță cu legea generală a gravitație.
Clairaut a demonstrat valabilitatea teoriei lui Newton, arătând data precisă când cometa Halley va deveni din nou vizibilă pe Pământ, iar calculele sale în acest scop au devenit celebre.

## Scrieri
- Sur quatre courbes géométriques, despre curbe pe care le-a descoperit la 12 ani
- 1731: Recherches sur les courbes à double courbure
- 1741: Éléments de géométrie
- 1743: Traité de la figure de la Terre
- 1746: Éléments d'Algèbre.